# Dryopteris rarissima
Dryopteris rarissima är en träjonväxtart som beskrevs av Kurata. Dryopteris rarissima ingår i släktet Dryopteris och familjen Dryopteridaceae. Inga underarter finns listade.